# Murdannia vaginata
Murdannia vaginata là một loài thực vật có hoa trong họ Commelinaceae. Loài này được (L.) G.Brückn. mô tả khoa học đầu tiên năm 1930.